# Синельник Володимир Павлович
Володимир Павлович Синельник (5 жовтня 1956, Київ — пом.?) — радянський футболіст, який грав на позиції півзахисника. Найбільш відомий за виступами у складі сімферопольської «Таврії» у першій та вищій лізі.

## Клубна кар'єра
Володимир Синельник народився в Києві, розпочав займатися футболом у футбольній школі київського «Динамо». Розпочав виступи на футбольних полях у 1973 році в дублюючому складі київського клубу, втім за основний склад так і не зіграв, і в 1977 році став гравцем київської команди другої ліги СКА. У цій команді зіграв лише 1 матч, після чого став гравцем команди першої ліги «Спартак» з Івано-Франківська, в якій грав до кінця сезону 1978 року. У 1979 році Синельник грав у складі команди першої ліги «Дніпро» з Дніпропетровська. У 1980 році отримав запрошення до команди першої ліги «Таврія» з Сімферополя. Вже в цьому ж році разом із командою Синельник став перможцем турніру першої ліги, після чого «Таврія» вийшла до вищої ліги. Проте за підсумками сезону 1981 року команда вибула до першої ліги. Після завершення сезону 1981 року Володимир Синельник знову став гравцем київського армійського клубу, в якому в 1982 році грав у першій лізі, після закінчення сезону команда втратила місце в першій лізі. У 1983 році у складі київських армійців Синельник став чемпіоном УРСР та переможцем зонального турніру другої ліги, утім до першої ліги київські армійці не зуміли вийти. Володимир Синельник грав у складі київського армійського клубу до 1987 року, після чого завершив виступи на футбольних полях. Після завершення виступів Синельник став приватним підприємцем. Точна дата смерті Володимира Синельника невідома.

## Досягнення
- Переможець першої ліги 1980 року.
- Переможець чемпіонату УРСР з футболу 1983, що проводився у 6-й зоні другої ліги чемпіонату СРСР.